# Sphecozone formosa
Sphecozone formosa là một loài nhện trong họ Linyphiidae. Loài này được phát hiện ở Ecuador.